# Salomon Koninck
Pour les articles homonymes, voir Koninck.
Salomon Koninck est un peintre et graveur du Siècle d'or néerlandais né en 1609 à Amsterdam et mort en 1656 à Amsterdam, enterré le 8 août. C'est un artiste spécialisé dans les scènes de genre.

## Biographie
Salomon Koninck est né en 1609 à Amsterdam, berceau du Siècle d'or néerlandais.
Fils d'un orfèvre originaire d'Anvers, il est le neveu de Jacob Koninck et Philips Koninck. Il découvre la peinture aux côtés de différents maîtres Pieter Lastman, François Venant et Claes Cornelisz. Moyeart mais surtout David Colijns. Il devient membre de la guilde de Saint-Luc d'Amsterdam en 1630. On situe la période où il exerce la peinture de 1629 à sa mort en 1656 à Amsterdam. Il se trouve assez régulièrement dans l'entourage de Rembrandt et de l'atelier de Hendrick van Uylenburgh. Il réalise ainsi un certain nombre de copies des compositions de Rembrandt.
Il se marie avec une fille d'Adriaen van Nieulandt et plus tard avec une sœur d'Anthonie Verstraelen.
Il est à la fois dessinateur et peintre. Les principaux sujets qu'il peint sont des scènes de genre et d'histoire, ainsi que l'architecture de certains bâtiments. Ses peintures ont une palette de couleurs chaudes et comprennent de nombreux « philosophes » ou érudits. L'une des plus connues d'entre elles est sans doute le Philosophe au livre ouvert, actuellement au Louvre ; longtemps attribué à Rembrandt, il sert souvent de document d'accompagnement au Philosophe en méditation du même.  
Les autres peintures sont pour la plupart des portraits ou des scènes religieuses. Parmi ces dernières, sont à noter les tableaux David et Bethsabée pleurant leur fils mort, L'Adoration des Rois Mages ou Suzanne et les Vieillards.
Il a pour monogramme « S. K. » ou « SK ». L'institut néerlandais pour l'histoire de l'art propose un possible Portrait miniature de l'artiste Salomon Koninck (1609-1656) par Jan Stolker.

## Quelques œuvres
Aujourd'hui, plusieurs de ses œuvres sont dans le Rijksmuseum à Amsterdam et dans de nombreux musées européens.
- L'idolâtrie du Roi Salomon, 1644, huile sur toile, 155 × 171,5 cm, Musée Rijksmuseum[9]
- Un Savant dans son Étude, huile sur panneau, 41 × 34 cm, Musée Rijksmuseum[10]
- Philosophe au Livre Ouvert, 1650, huile sur bois, 28 × 33 cm, Musée du Louvre, Paris[11]
- Le Sacrifice de Manoah, n° inv. A204, Manoah et son épouse représentés richement vêtus, Musée du Louvre[12]
- Suzanne et les Vieillards, 1649, 35 × 38,5 cm, Galerie Robert Noortman, Maastricht[13]
- Adoration des Rois Mages, 1650, huile sur toile, 81 × 66 cm, Mauritshuis art museum, La Haye[14]
- Portrait d'un Rabbin, Berlin[15],[16]
- Crésus montre ses Trésors, Berlin[15]
- Le Peseur d'Or, 1654, Musée Boijmans Van Beuningen, Rotterdam
- Appel de Mathieu à l'Apostolat, Musée de Copenhague[15]
- Bethsabée or Esther Holding a Letter with a Crone, 1635, panneau 75 × 57 cm, Statens Museum for Kunst, Copenhague[17],[18]
- Portrait d'un Vieil Homme, huile sur panneau de bois, 61 × 51 cm, Staatliches Museum Schwerin
- The Hermit, 1644,  Gemäldegalerie Alte Meister, Galerie royale Dresde
- L'Astronome,  Gemäldegalerie Alte Meister, Dresde
- Christ and Nicodemus, gravure, 28,8 × 23,9 cm, Fine Arts Museums of San Francisco[19]

## Galerie

Quelques œuvres de Salomon Koninck
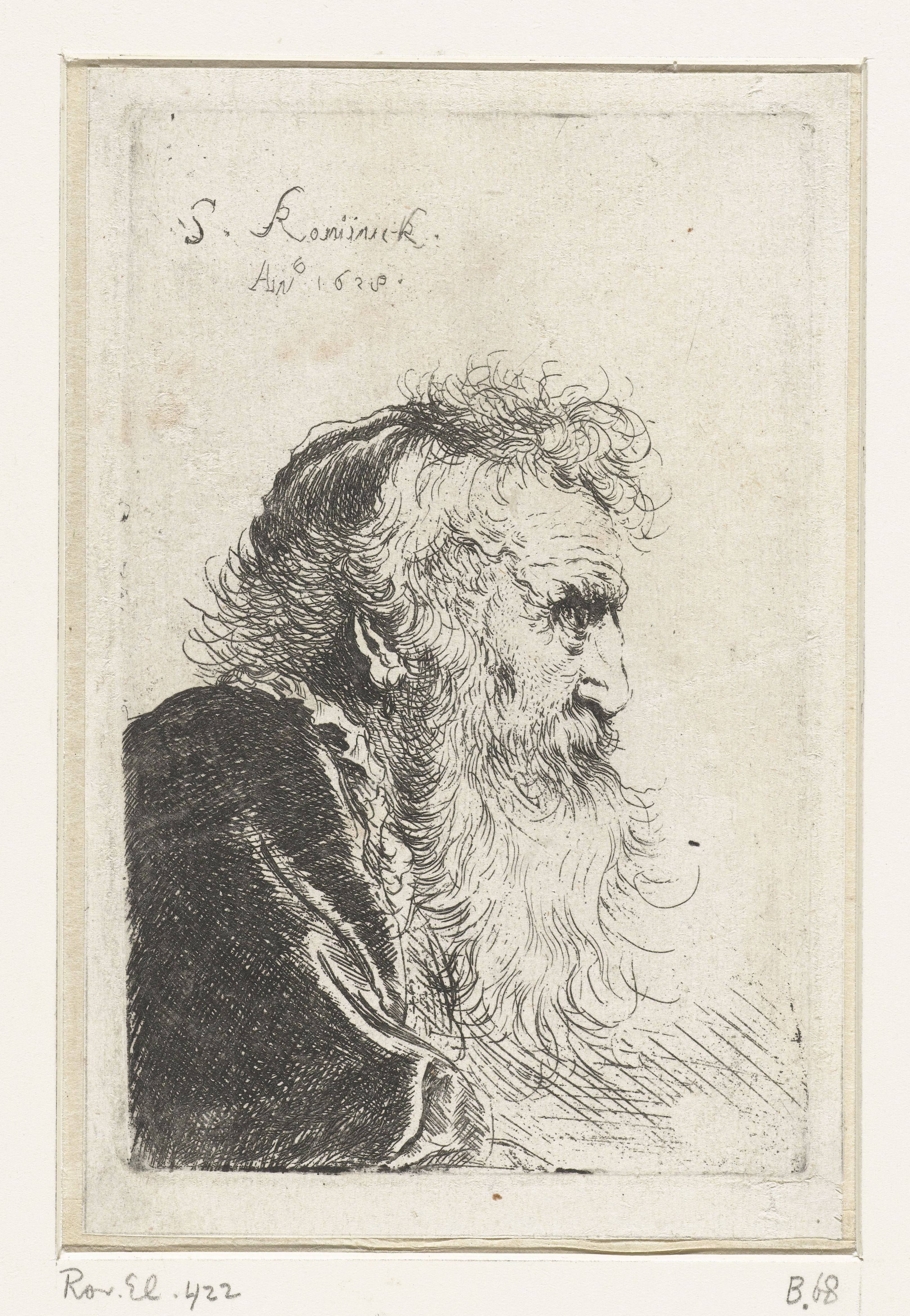
Portrait d'un vieillard barbu, 1628, rijksmuseum
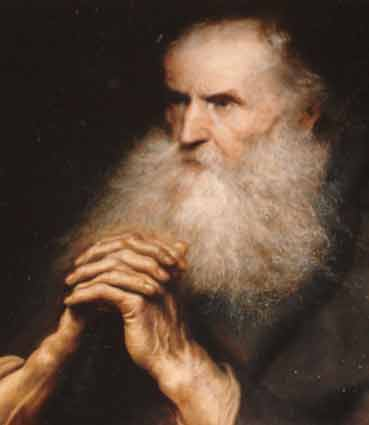
Portrait d'un vieil homme, Staatliches Museum Schwerin
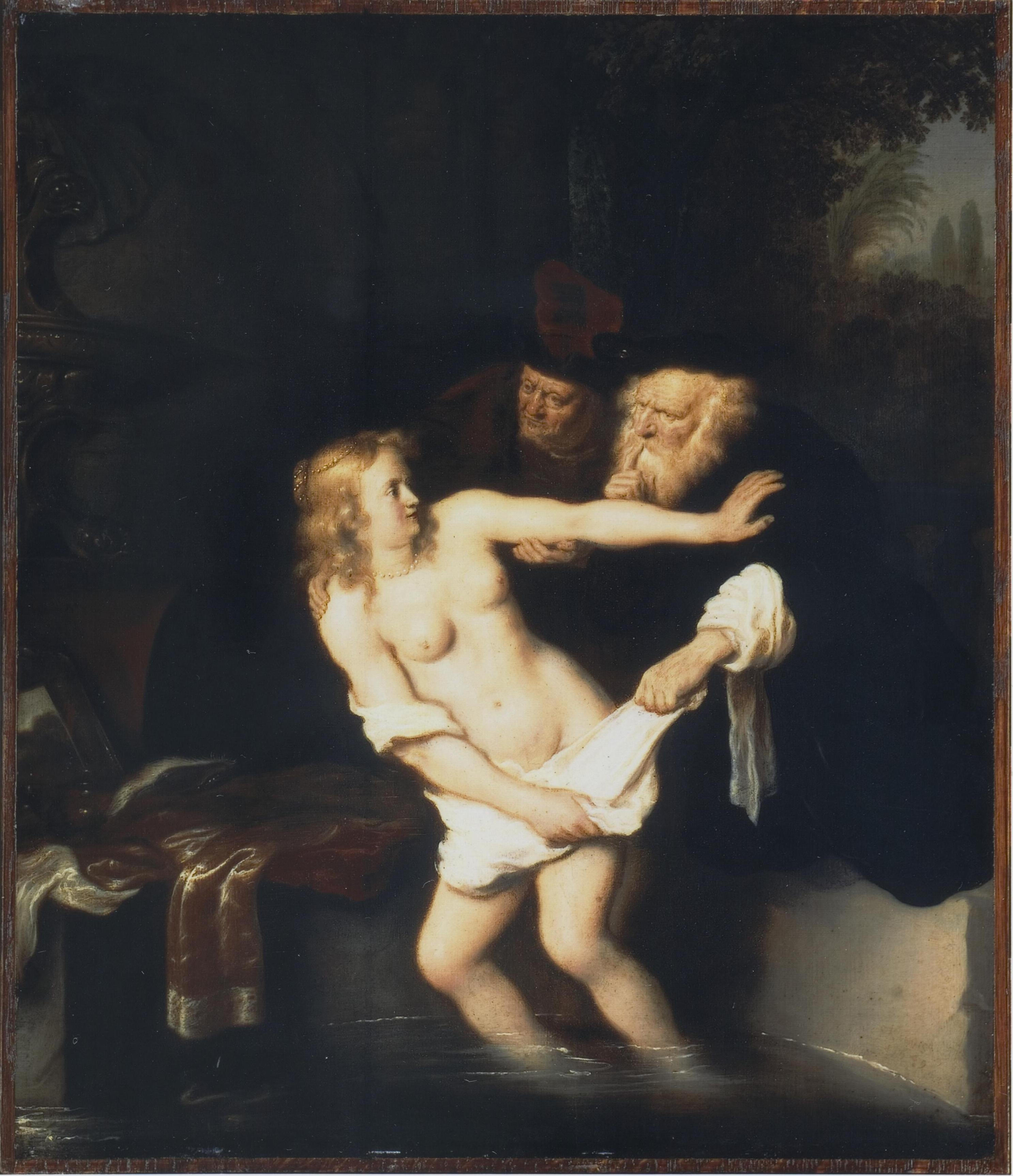
Suzanne et les vieillards, 1649, Christie's, Londres
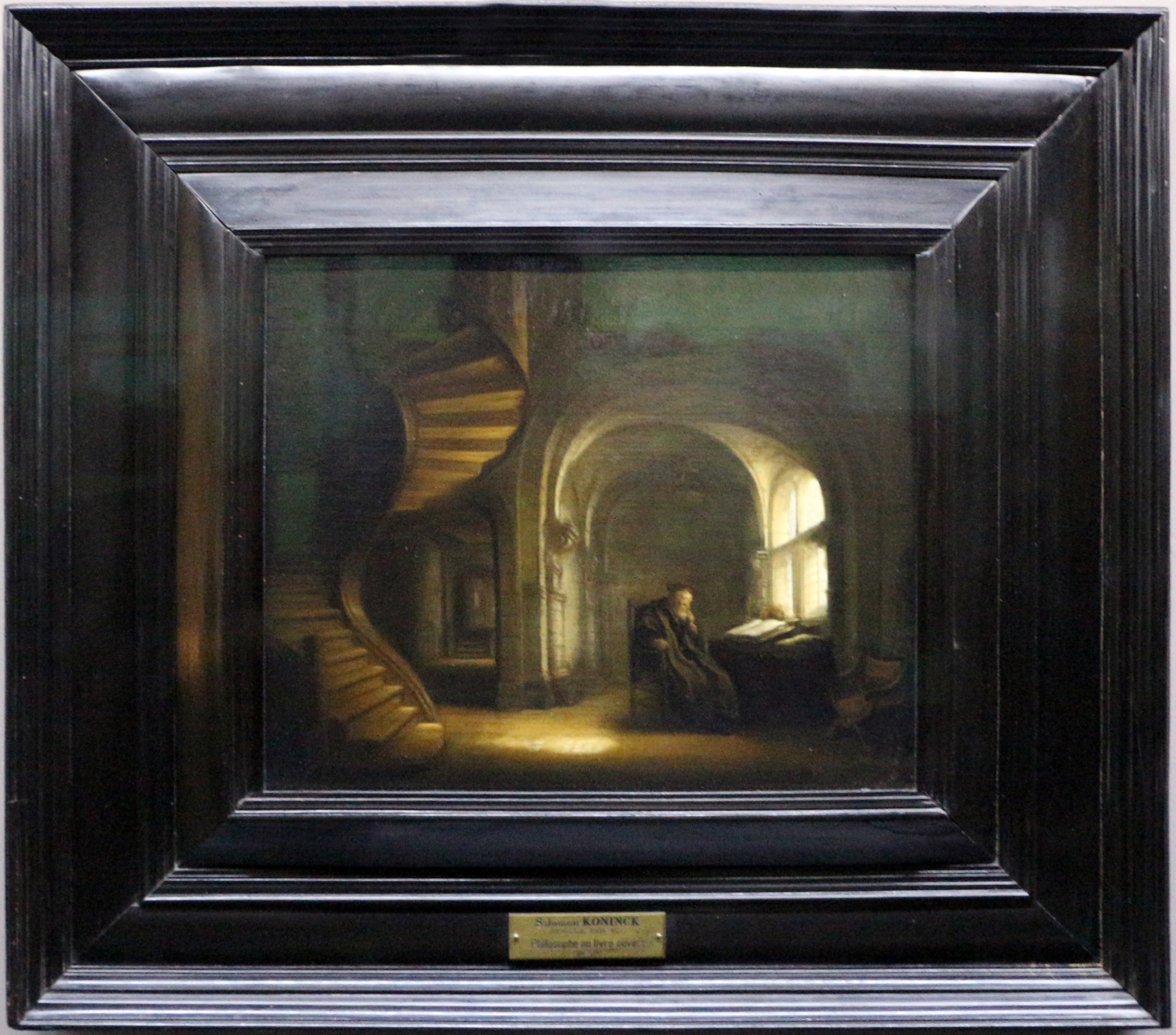
Le philosophe au livre ouvert, 1650, Musée du Louvre, Paris
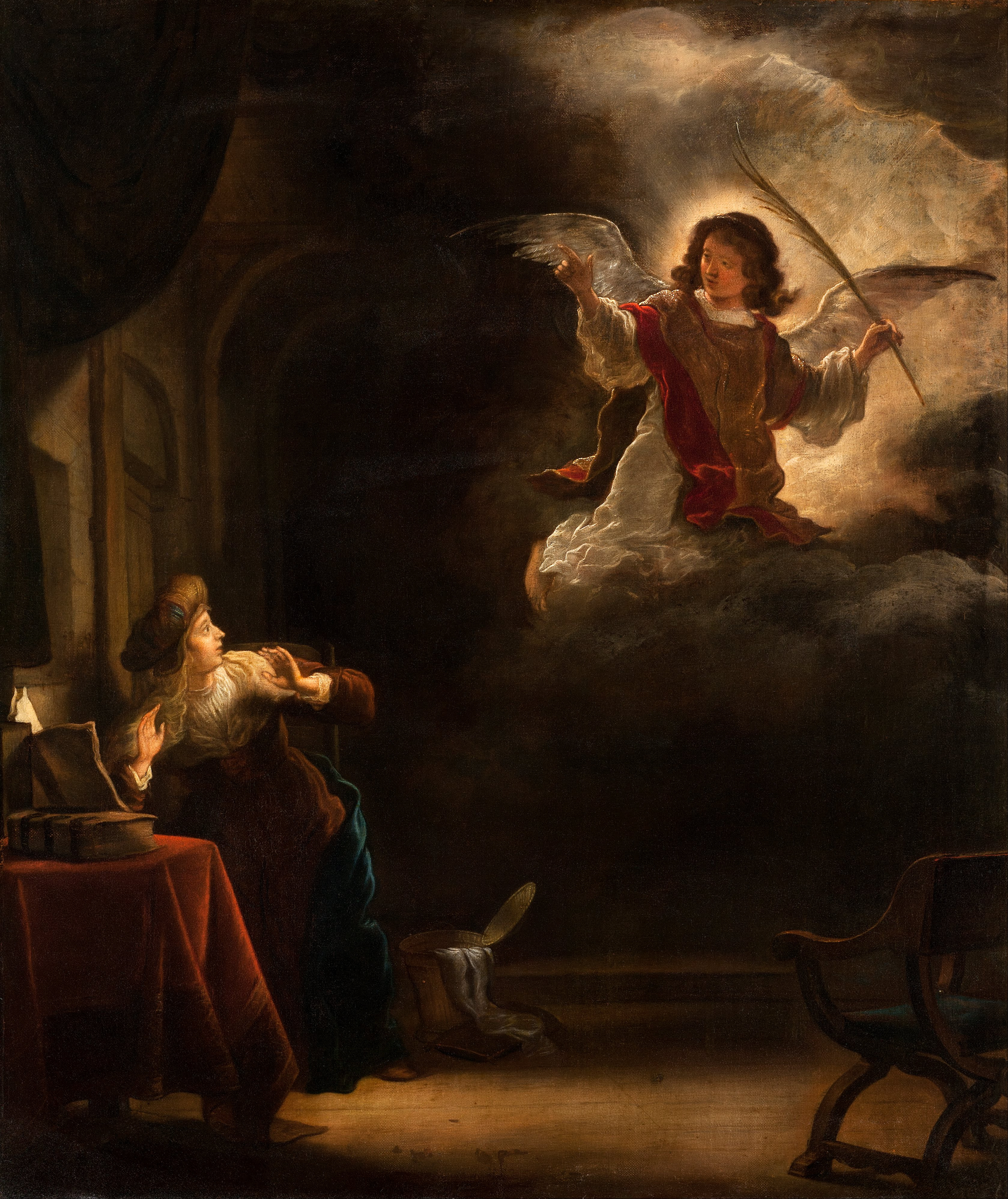
L'Annonciation, 1655, Musée Hallwylska, Stockholm
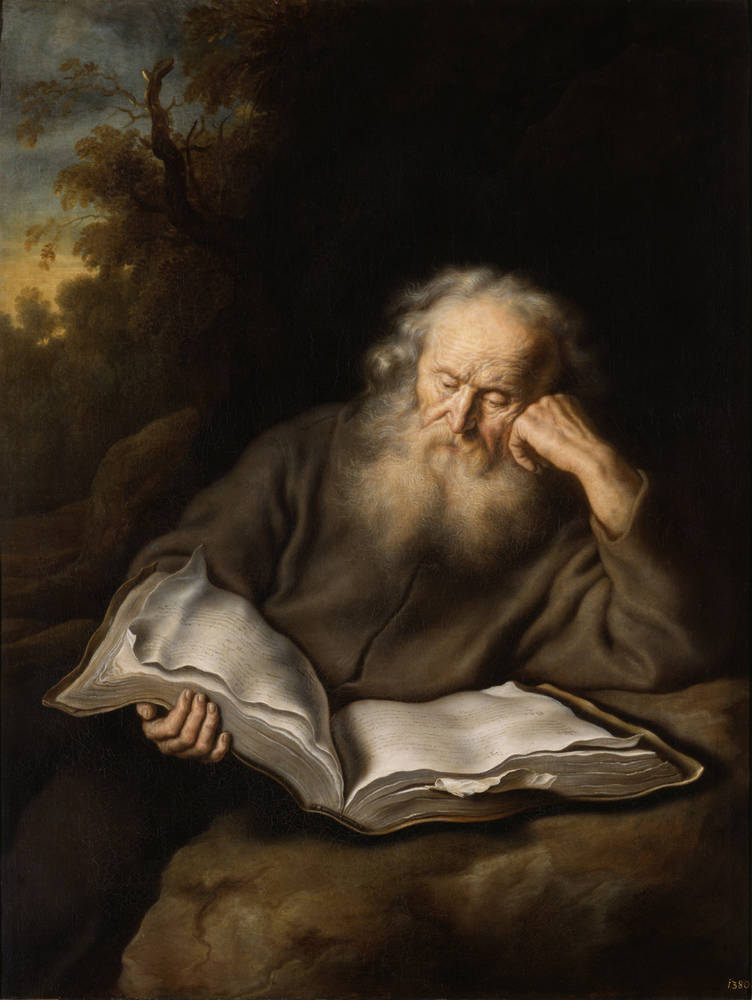
L'ermite, 1643, Gemäldegalerie Alte Meister, Dresde
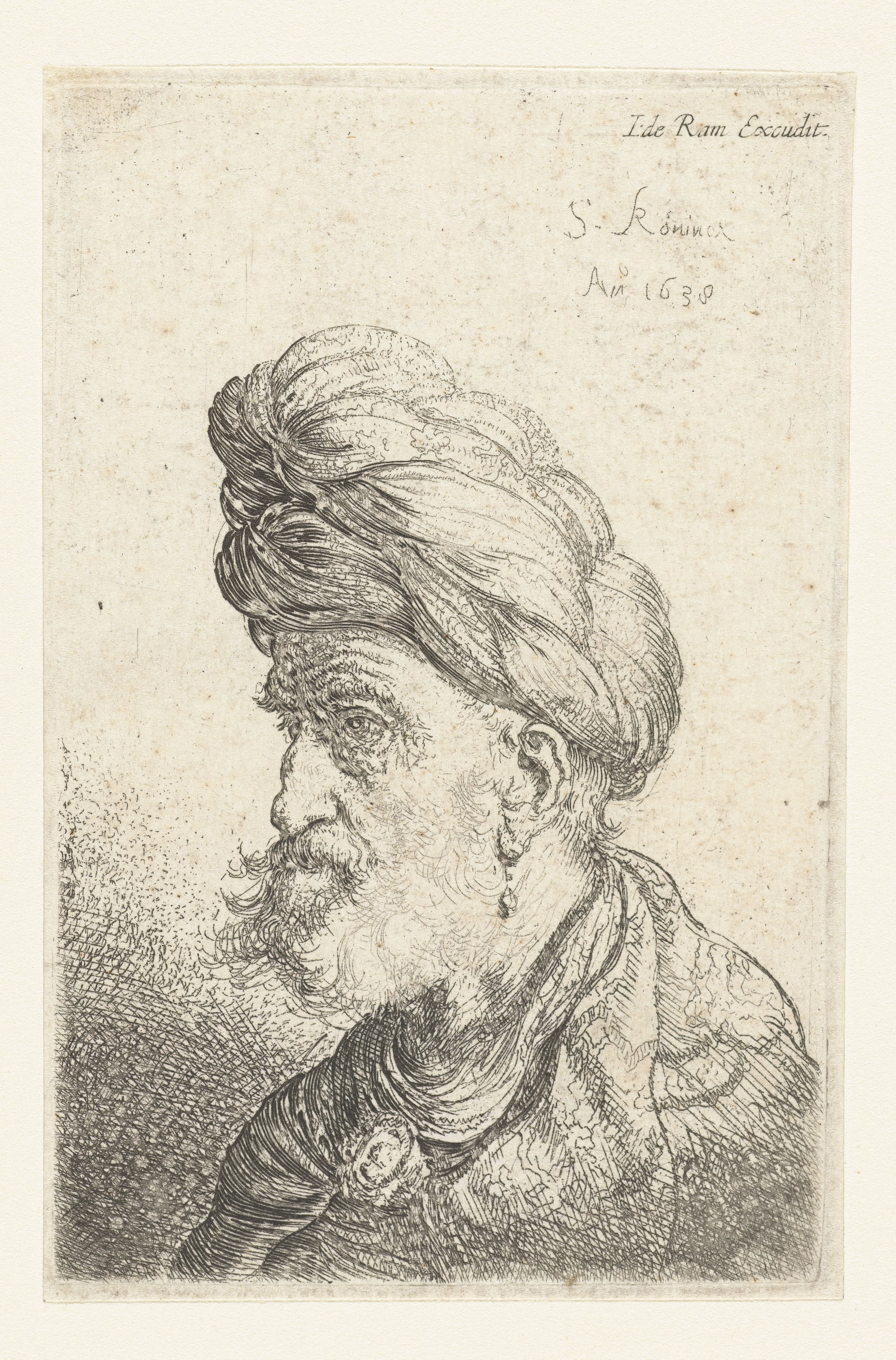
Portrait d'un homme oriental, 1638, rijksmuseum